# Emilie-Claire Barlow
Emilie-Claire Barlow (Toronto, 1976. június 6. –), kanadai énekesnő, színésznő. Énekel angolul, franciául és portugálul.

## Pályafutása
Profi zenészek gyermekeként született. Hétéves korában már rádiókban szerepelt és televíziós műsorokat szinkronizált. Szülei arra buzdították, hogy énekeljen és tanuljon több hangszeren; így előbb-utóbb már zongorázott, csellózott, klarinétozott és hegedült.
Az „Etobicoke Művészeti Iskolában” és „Humber Főiskolán” zeneelméletet illetve hangszerelést tanult. Amikor 2008-ban átvette a „Nemzeti Jazz Awards” díját, mint év női énekese, példaképként Ella Fitzgeraldot, Tony Bennettet és Stevie Wondert nevezte meg.

## Lemezek
- Sings (1998)
- Tribute (2001)
- Happy Feet (2003)
- Like a Lover (2005)
- Winter Wonderland (2006)
- The Very Thought of You (2007)
- Haven't We Met? (2009)
- The Beat Goes On (2010)
- Seule ce soir ( 2012)
- Live in Tokyo (2014)
- Clear Day (2015)
- Lumières d'hiver (2017)

## Filmek
- Oh, What a Night (1992)
- Z-Baw (2012)

## Tévé, sorozatok
- 1994 The Mighty Jungle
- 1998, 2000 Sailor Moon
- 2005 Wayside
- 2006-2007 Z-Squad
- 2007 Bakugan Battle Brawlers
- 2007–2008 Total Drama Island
- 2009–2010 Total Drama Action
- 2009-2010 Bakugan: New Vestroia
- 2009-2012 The Amazing Spiez!
- 2009 The Dating Guy
- 2009 Stoked
- 2010 Total Drama World Tour
- 2011-2013 Almost Naked Animals
- 2011 Skatoony
- 2011 Bakugan: Mechtanium Surge
- 2011 Beyblade: Metal Masters
- 2013 Beyblade: Metal Fury
- 2012–16 Fugget About It
- 2013 Total Drama: All-Stars
- 2014 Cyberchase
- 2014-2016 Numb Chucks

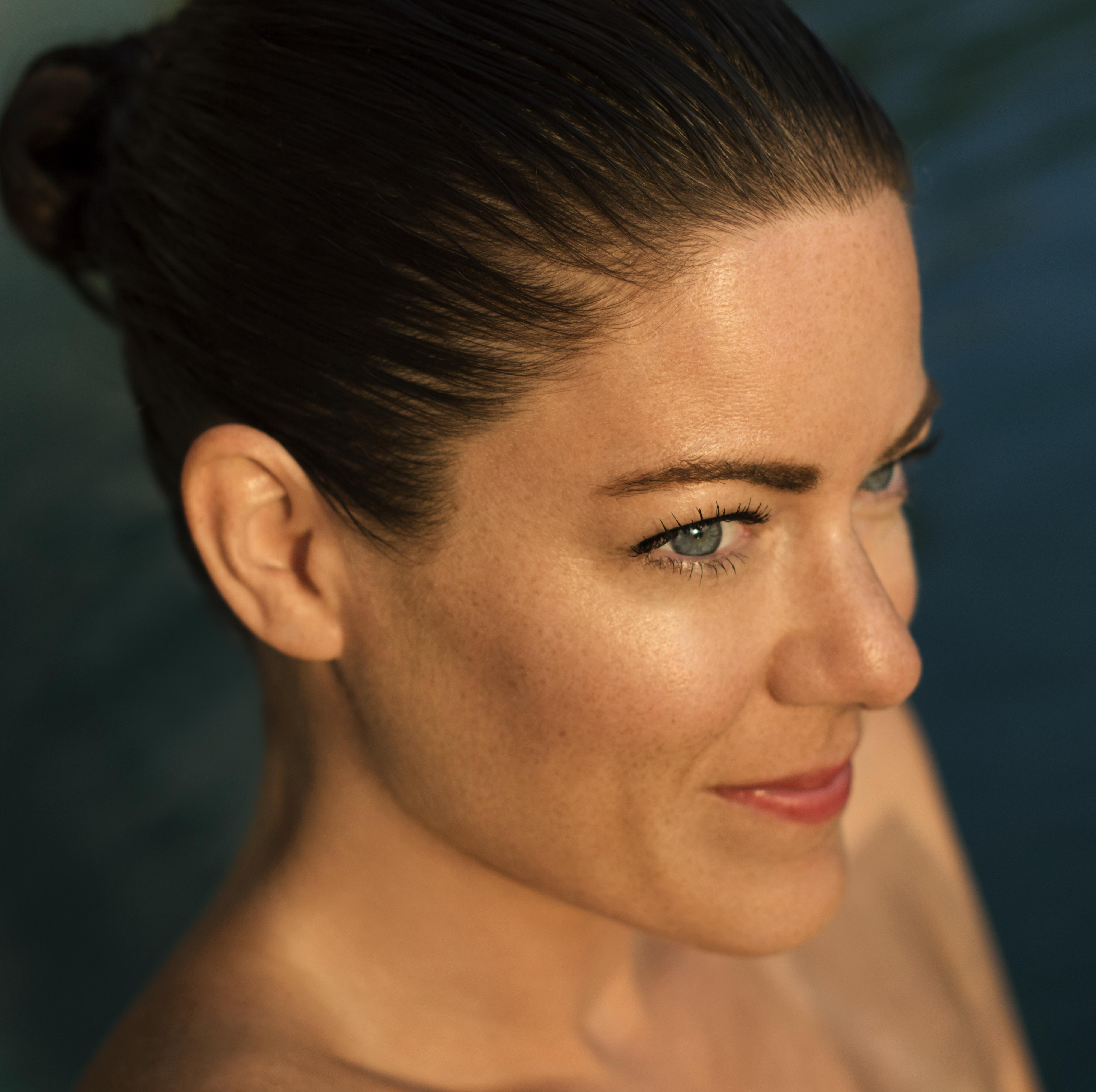
Mexico, 2014

- 2015 Total Drama Presents: The Ridonculous Race
- 2018 – present Total DramaRama

## Díjak
- Juno Award (2013, 2016)
- National Jazz Awards (2008)
- SiriusXM Independent Album of the Year (2011)
- ADISQ Awards (2013)